# Notoplax magellanica
Notoplax magellanica är en blötdjursart som beskrevs av Thiele 1909. Notoplax magellanica ingår i släktet Notoplax och familjen Acanthochitonidae. Inga underarter finns listade i Catalogue of Life.